# Gerard I de Geldern
Gerard I (n. cca. 1060 – d. 8 martie 1129) a fost senior de Wassenberg, devenit apoi primul conte de Geldern.
Gerard a fost fiul lui Teodoric de Wassenberg.
El s-ar fi căsătorit cu Clementia de Aquitania, deși această presupusă căsătorie pare să se bazeze pe un document fals. Este de asemenea posibil ca el să se fi căsătorit cu o fiică necunoscută a contelui Guillaume I de Burgundia.
Gerard a avut trei copii:
- Jutta, căsătorită cu Waleran II, duce de Limburg și de Lotharingia Inferioară.
- Iolanda, căsătorită mai întâi cu contele Balduin al III-lea de Hainaut, iar apoi cu Godefroi al II-lea de Ribemont, castelan de Valenciennes
- Gerard, succesor în comitatul de Geldern; căsătorit cu Ermengarda de Zutphen, fiică a contelui Otto al II-lea de Zutphen.